# Kirin Cup 2016
De Kirin Cup 2016 was de 32e editie van de Kirin Cup. Het toernooi werd gehouden van 3 tot en met 7 juni. De wedstrijden werden gespeeld in het Toyotastadion in Aichi en in het Gemeentelijk stadion Suita, Suita. De winnaar van dit toernooi was Bosnië-Herzegovina, zij wonnen dit toernooi voor 1e keer.

## Wedstrijdschema
|  | Halve finale          | Halve finale   |   |                | Finale                | Finale |
|  |                       |                |   |                |                       |        |
|  | 3 juni – Aichi        |                |   |                |                       |        |
|  | Bosnië en Herzegovina | 2 (4)          |   |                |                       |        |
|  | Denemarken            | 2 (3)          |   |                |                       |        |
|  |                       |                |   |                |                       |        |
|  |                       |                |   |                | 7 juni – Suita        |        |
|  |                       |                |   |                | Bosnië en Herzegovina | 2      |
|  |                       | Japan          | 1 |                |                       |        |
|  |                       |                |   |                |                       |        |
|  |                       |                |   |                | Derde plaats          |        |
|  | 3 juni – Aichi        | 3 juni – Aichi |   | 7 juni – Suita | 7 juni – Suita        |        |
|  | Japan                 | 7              |   | Denemarken     | 4                     |        |
|  | Bulgarije             | 2              |   |                | Bulgarije             | 0      |

## Wedstrijden

### Halve finale
|                                              |                                             |       |                                                  |                                                                                  |
| 3 juni 2016 «onderlinge duels» 16:00 (UTC+9) | Bosnië en Herzegovina                       | 2 – 2 | Denemarken                                       | Toyotastadion, Aichi Toeschouwers: 4.500 Scheidsrechter: Benjamin Williams (AUS) |
| 3 juni 2016 «onderlinge duels» 16:00 (UTC+9) | Đurić 52', 82'                              |       | Kjær 22' Fischer 41'                             | Toyotastadion, Aichi Toeschouwers: 4.500 Scheidsrechter: Benjamin Williams (AUS) |
| 3 juni 2016 «onderlinge duels» 16:00 (UTC+9) | Strafschoppen                               |       |                                                  | Toyotastadion, Aichi Toeschouwers: 4.500 Scheidsrechter: Benjamin Williams (AUS) |
| 3 juni 2016 «onderlinge duels» 16:00 (UTC+9) | Vrančić Krunić Hodžić Stevanović Medunjanin | 4–3   | Rasmussen Vestergaard Christensen Schöne Eriksen | Toyotastadion, Aichi Toeschouwers: 4.500 Scheidsrechter: Benjamin Williams (AUS) |

|                                              |                                                                        |       |                             |                                                                                    |
| 3 juni 2016 «onderlinge duels» 19:40 (UTC+9) | Japan                                                                  | 7 – 2 | Bulgarije                   | Toyotastadion, Aichi Toeschouwers: 41.940 Scheidsrechter: Bartosz Frankowski (POL) |
| 3 juni 2016 «onderlinge duels» 19:40 (UTC+9) | Okazaki 3' Kagawa 26', 35' Yoshida 38', 53' Usami 57' Asano 87' (pen.) |       | Aleksandrov 59' Chochev 82' | Toyotastadion, Aichi Toeschouwers: 41.940 Scheidsrechter: Bartosz Frankowski (POL) |

### Troostfinale
|                                            |                                     |       |           |                                                                                         |
| 7 juni 2017 «onderlinge duels» 16:00 (UTC) | Denemarken                          | 4 – 0 | Bulgarije | Gemeentelijk stadion Suita, Suita Toeschouwers: 14.223 Scheidsrechter: Ryuji Sato (JPN) |
| 7 juni 2017 «onderlinge duels» 16:00 (UTC) | Rasmussen 39' Eriksen 72', 74', 82' |       |           | Gemeentelijk stadion Suita, Suita Toeschouwers: 14.223 Scheidsrechter: Ryuji Sato (JPN) |

### Finale
|                                            |                       |       |              |                                                                                             |
| 7 juni 2016 «onderlinge duels» 19:30 (UTC) | Bosnië en Herzegovina | 2 – 1 | Japan        | Gemeentelijk stadion Suita, Suita Toeschouwers: 35.589 Scheidsrechter: Jarred Gillett (AUS) |
| 7 juni 2016 «onderlinge duels» 19:30 (UTC) | Đurić 29', 66'        |       | Kiyotake 28' | Gemeentelijk stadion Suita, Suita Toeschouwers: 35.589 Scheidsrechter: Jarred Gillett (AUS) |

| Winnaar Kirin Cup 2016         |
| ------------------------------ |
|                                |
| Bosnië en Herzegovina 1e titel |